# Microdon wulpii
Microdon wulpii är en tvåvingeart som beskrevs av Josef Mik 1899. Microdon wulpii ingår i släktet myrblomflugor, och familjen blomflugor. Inga underarter finns listade i Catalogue of Life.